# Semiothisa fuscorufa
Semiothisa fuscorufa là một loài bướm đêm trong họ Geometridae.